# Liste der Mitglieder der American Academy of Arts and Sciences/1922
Im Jahr 1922 wählte die American Academy of Arts and Sciences 21 Personen zu ihren Mitgliedern.

## Neu gewählte Mitglieder
- Walter Sydney Adams (1876–1956)
- Thomas Clifford Allbutt (1836–1925)
- Nathan Banks (1868–1953)
- Thorne Martin Carpenter (1878–1971)
- Stanley Cobb (1887–1968)
- Gano Sillick Dunn (1870–1953)
- Arthur Stanley Eddington (1882–1944)
- Joseph Lincoln Goodale (1868–1958)
- Edwin Crawford Kemble (1889–1984)
- George LaPiana (1878–1971)
- Robert Williamson Lovett (1859–1924)
- Emmanuel Marie Pierre Martin Jacquin de Margerie (1862–1953)
- William McDougall (1871–1938)
- Henri Pirenne (1862–1935)
- Arthur Kingsley Porter (1883–1933)
- Alfred Clarence Redfield (1890–1983)
- Austin Flint Rogers (1877–1957)
- Paul Joseph Sachs (1878–1965)
- Richard Chace Tolman (1881–1948)
- William Henry Weston (1890–1978)
- Charles Henry Conrad Wright (1869–1957)